# مانوئلا لارئو
مانوئلا لارئو (انگلیسی: Manuela Lareo؛ زادهٔ ۲۹ مهٔ ۱۹۹۲) بازیکن فوتبال اهل اسپانیا است.
از باشگاه‌هایی که در آن بازی کرده‌است می‌توان به باشگاه فوتبال زنان رئال سوسیداد، باشگاه فوتبال اتلتیک بیلبائو، و باشگاه فوتبال زنان والنسیا اشاره کرد.
وی همچنین در تیم‌های ملی فوتبال Basque Country women's national football team و Dominican Republic women's national football team بازی کرده‌است.